# Erich Bentrup

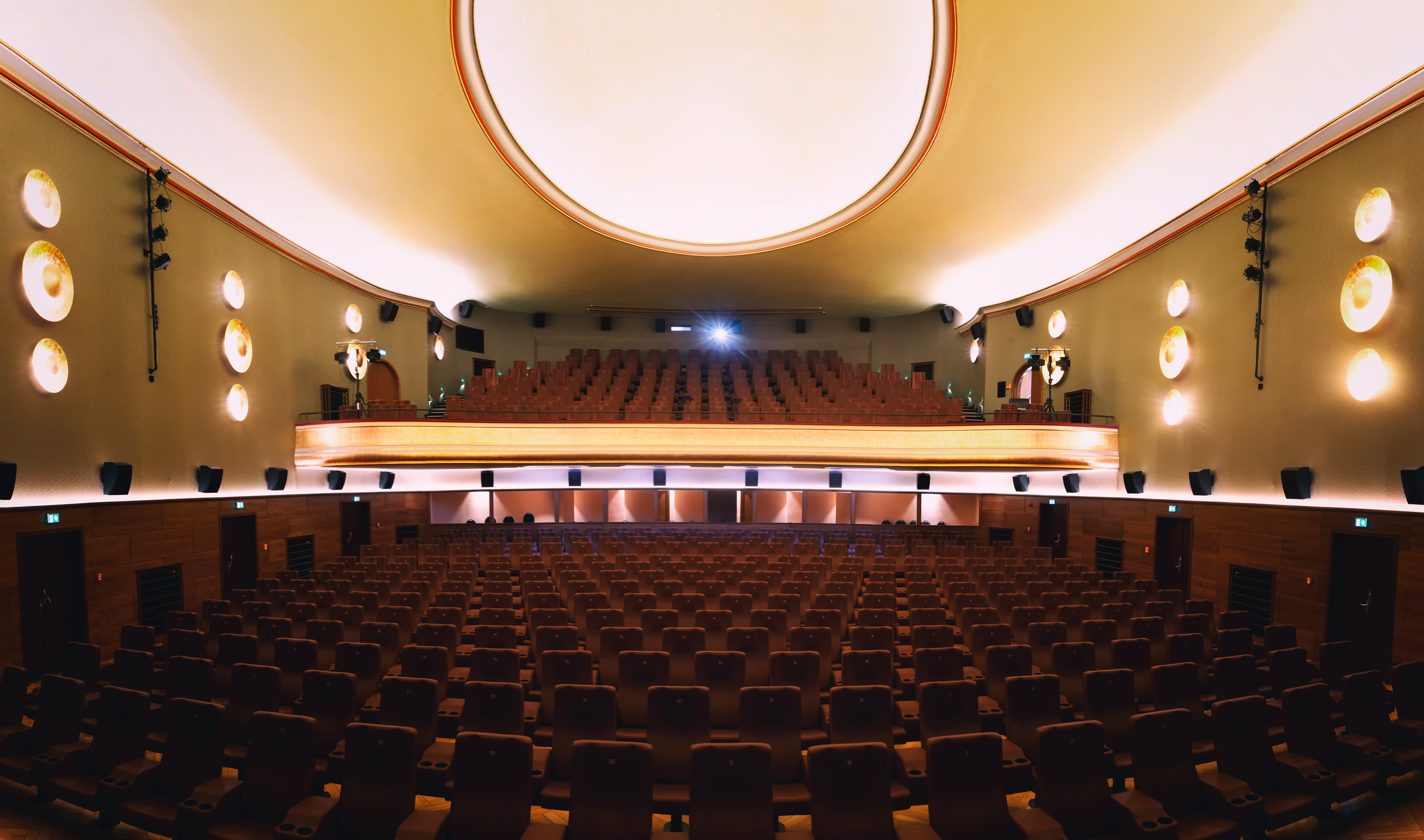
Kino Capitol Schwerin, Saal 1

Erich Bentrup  (* 29. April 1891 in Aachen; † 31. Juli 1968 in Schwerin, DDR) war ein deutscher Architekt und Grafiker, der vor allem in Schwerin wirkte.

## Leben

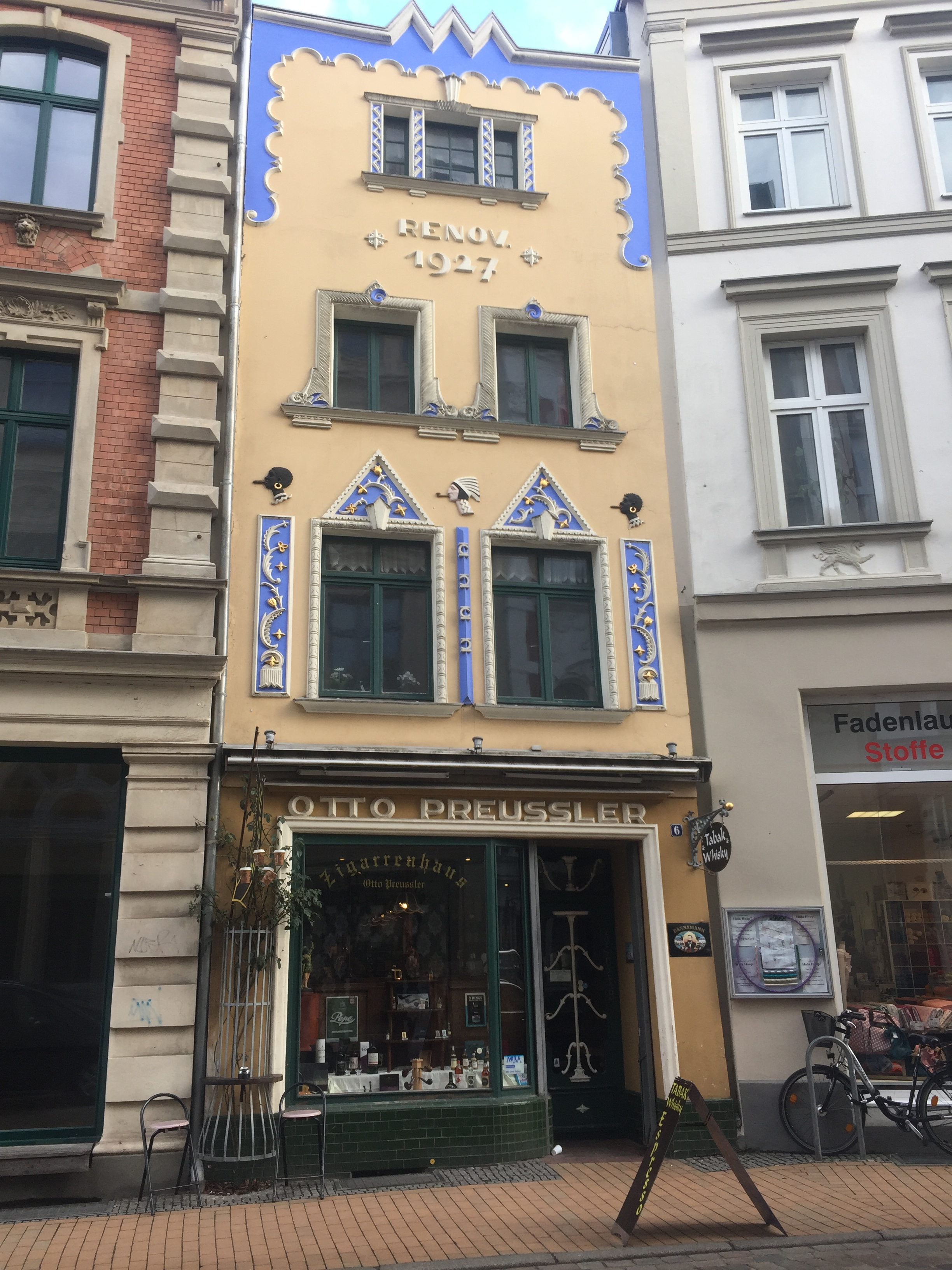
Zigarrenhaus Preussler, Friedrichstraße

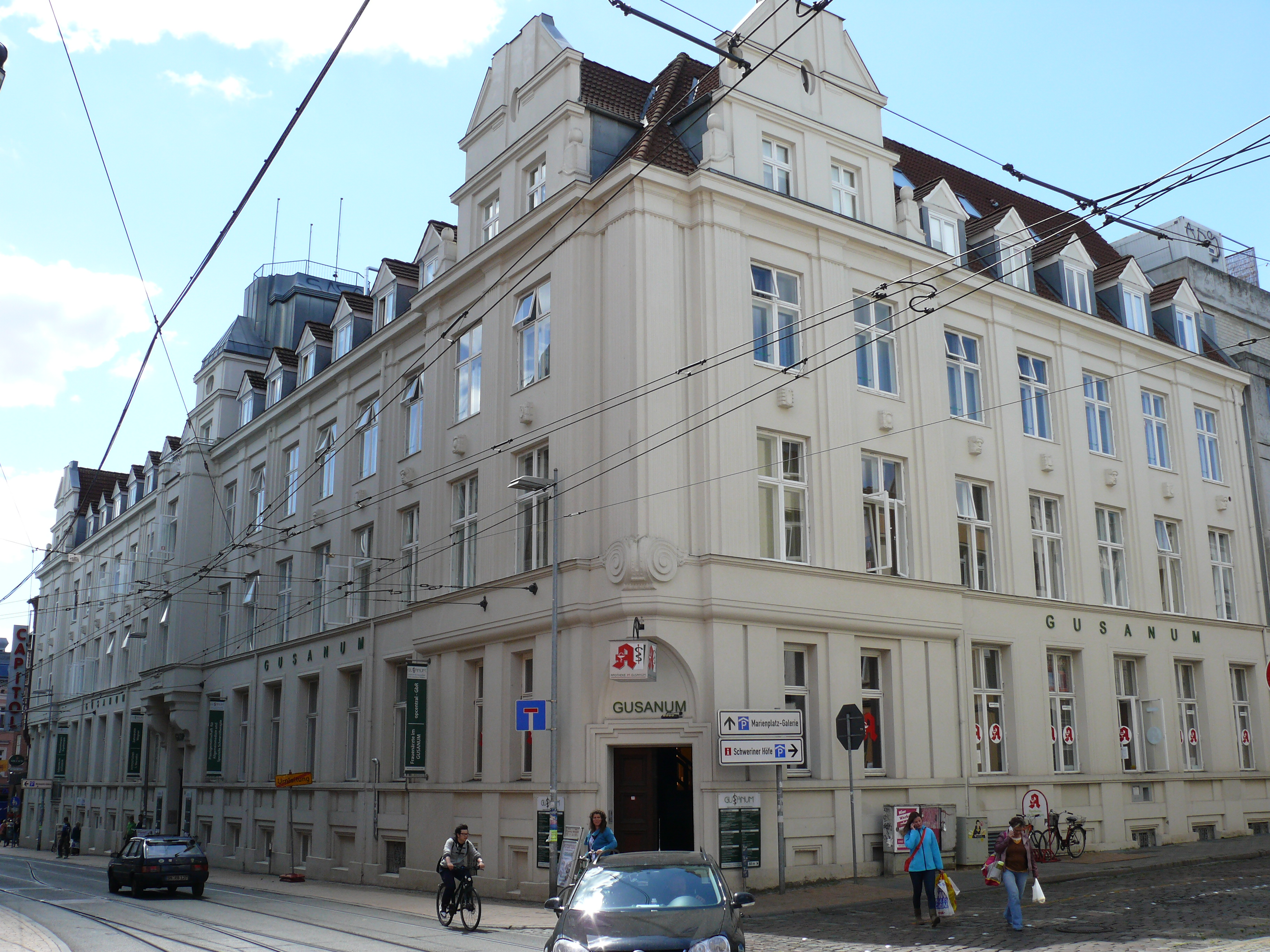
Ärztehaus Wismarsche Straße 132

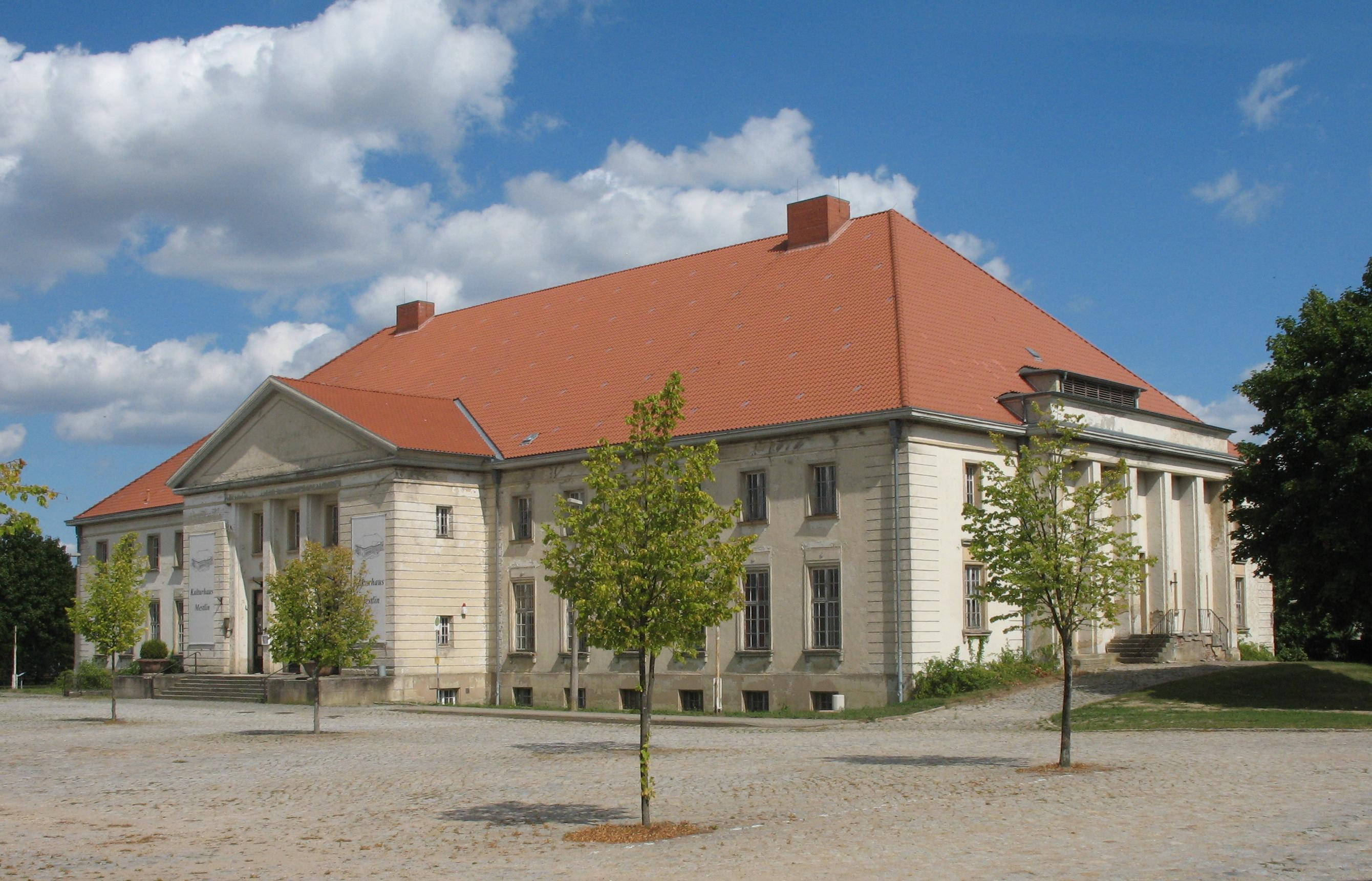
Kulturhaus Mestlin

Bentrup gründete 1921 nach dem Studium ein Architekturbüro in Schwerin. 1921 war er neben Richard Zscheked, Hermann Koenemann, Georg Schütz und Egon Tschirch einer der  Künstler, die für 70 Ortschaften in den damaligen Ländern Mecklenburg-Schwerin und Mecklenburg-Strelitz Vorlagen für die Scheine des sogenannten „Reutergeldes“ entwarfen. In den 1920er- und 1930er-Jahren prägten er sowie Paul Nehls und Hans Stoffers durch ihre Bauten das Stadtbild von Schwerin. Er entwarf in dieser Zeit sowohl im expressionistischen Stil als auch im nachexpressiven Stil der Neuen Sachlichkeit.
Auch in der DDR-Zeit plante er verschiedene Bauten, nunmehr im Stil des realsozialistischen Neoklassizismus.
Zu den denkmalgeschützten Bauwerken in Schwerin zählen u. a. seine Bauten Handelshaus Thams & Garfs, das Capitol Schwerin und die Wohn- und Geschäftshäuser Wismarsche Straße 126 und 132.
Bentrup wurde auf dem Alten Friedhof in Schwerin beerdigt; das Grab ist erhalten.

## Werke
- 1922: Erweiterung und Modernisierung von Gutshaus Manderow[4]
- 1927: Zigarrenhaus Preussler in Schwerin, Friedrichstraße 6, außergewöhnliche werbende Putzfassade
- Handelshaus Thams & Garfs in Schwerin, Helenenstraße 1/3[5]
- 1928: dritter Festsaal mit Stilmerkmalen des Art déco in den Stadthallen Schwerin
- 1928: Umbau der Apollo Lichtspiele in der Mecklenburgstraße 53 zum Kino Schauburg (Schwerin)
- 1935/37: Capitol Schwerin in Schwerin, Wismarsche Straße 123, zus. mit Hellmuth Ehrich
- 1935/37: Wohn- und Geschäftshaus, Schwerin, Wismarsche Straße 126 zus. mit Hellmuth Ehrich
- 1935: Wohnhaus Bentrup in der Robert-Koch-Straße, Schwerin
- 1936: Verwaltungsgebäude (Ärztehaus) in Schwerin, Wismarsche Straße 132, zus. mit Hellmuth Ehrich
- 1938: Verwaltungsgebäude der Stadt- und Hafenbahn in Boizenburg
- Haupttrakt der Gauleiterschule der NSDAP in der Schloßgartenallee 61, 1930er Jahre[6]
- Aufstockung des Hofflügels des Bebel-Hauses in Schwerin für die SED (ehemals Café Dr. K), Dr.-Külz-Straße 3[7]
- 1952–57: Kulturhaus Mestlin im Musterdorf Mestlin, zus. mit Günter Kawan und Heinrich Handorf